# Adorable Menteuse
Pour plus de détails, voir Fiche technique et Distribution.
Adorable Menteuse est un film français réalisé par Michel Deville et sorti en 1962.

## Synopsis
Juliette et Sophie sont deux sœurs aussi belles que différentes : Juliette pratique le mensonge pour tromper l'ennui tandis que Sophie pèche (et gaffe) par excès de franchise. L'amour va apprendre à Juliette combien il faut être sincère pour gagner l'affection de l'élu de son cœur et à Sophie qu'un mensonge peut être salutaire.

## Fiche technique
- Titre original : Adorable Menteuse
- Réalisation : Michel Deville, assisté d'Olga Varen
- Scénario : Nina Companeez, Michel Deville
- Dialogues : Nina Companeez
- Décors : Alexandre Hinkis
- Costumes : robes de Denise Bonan
- Photographie : Claude Lecomte
- Son : Jean Rieul
- Montage : Nina Companeez
- Musique : Jean Dalve alias Jean-Jacques Grünenwald
- Production : Fernand Rivers
- Directeur de production : Philippe Dussart
- Sociétés de production : Éléfilm (France), ARTF (Art et Réalisation Technique de Films, France)
- Sociétés de distribution : Les Films Fernand Rivers (distributeur d'origine, France), Tamasa Distribution (France)
- Pays d’origine :  France
- Langue originale : français
- Format : noir et blanc — 35 mm — 1.66:1 — son monophonique
- Genre : comédie
- Durée : 111 minutes
- Date de sortie : France 2 février 1962
- (fr) Classifications et visa CNC : mention « tous publics », Art et Essai, visa d'exploitation no 24751 délivré le 31 janvier 1962
- Affiche : Jouineau Bourduge (France)

## Distribution
- Marina Vlady : Juliette
- Macha Méril : Sophie
- Michel Vitold : Antoine
- Jean-Marc Bory : Martin
- Jean-François Calvé : Matthieu Brévant
- Claude Nicot : Sébastien
- Ginette Letondal : Vicky
- Jean-Pierre Moulin : Vincent
- François Dalou : Thomas
- Michael Lonsdale : Albert, l’agent de la circulation
- Christian Alers : Robert, l'homme attablé au restaurant
- Claude Rollet : l'ami de Juliette et Sophie
- Pierre Clémenti : Pierrot
- Jean-Luc Adler : un danseur

## Production

### Tournage
- Début des prises de vue : 24 avril 1961[1].
- Extérieurs : Paris et région parisienne[1].
- Intérieurs : studios Jenner[1].
- Marina Vlady[2] : « D'emblée j'accepte le nouveau film qu'on me propose. Son titre, Adorable Menteuse. […] Pour Deville, le plus important résidait dans les sous-entendus permanents courant sous un texte apparemment un peu mièvre. C'était très amusant à jouer, car, tout en proférant des mots d'une grande banalité, on peut, par le jeu des regards, des mimiques démentant ce qu'on avance, donner aux situations tout leur piquant. […] En voilà un qui a toujours aimé les comédiens. […] J'étais moi-même poussée par lui vers le comique, et certaines scènes qui m'étaient apparues presque caricaturales au tournage se sont révélées, le film une fois monté, tout à fait à leur place ».

### Chanson
Oui, je me mets à tes genoux, paroles de Nina Companeez et musique de Jean-Jacques Grünenwald, interprétée par Marina Vlady.

## Accueil
Marina Vlady : « Adorable Menteuse reçut les louanges de la critique et bénéficia surtout d'un énorme succès public ».

## Vidéographie
2008 : Coffret volume 1 Michel Deville (films de 1960 à 1964, Ce soir ou jamais, Adorable Menteuse, À cause, à cause d'une femme, L'Appartement des filles, Lucky Jo), 5 DVD remastérisés, Éléfilm Distribution, France.